# Nordkalottleden

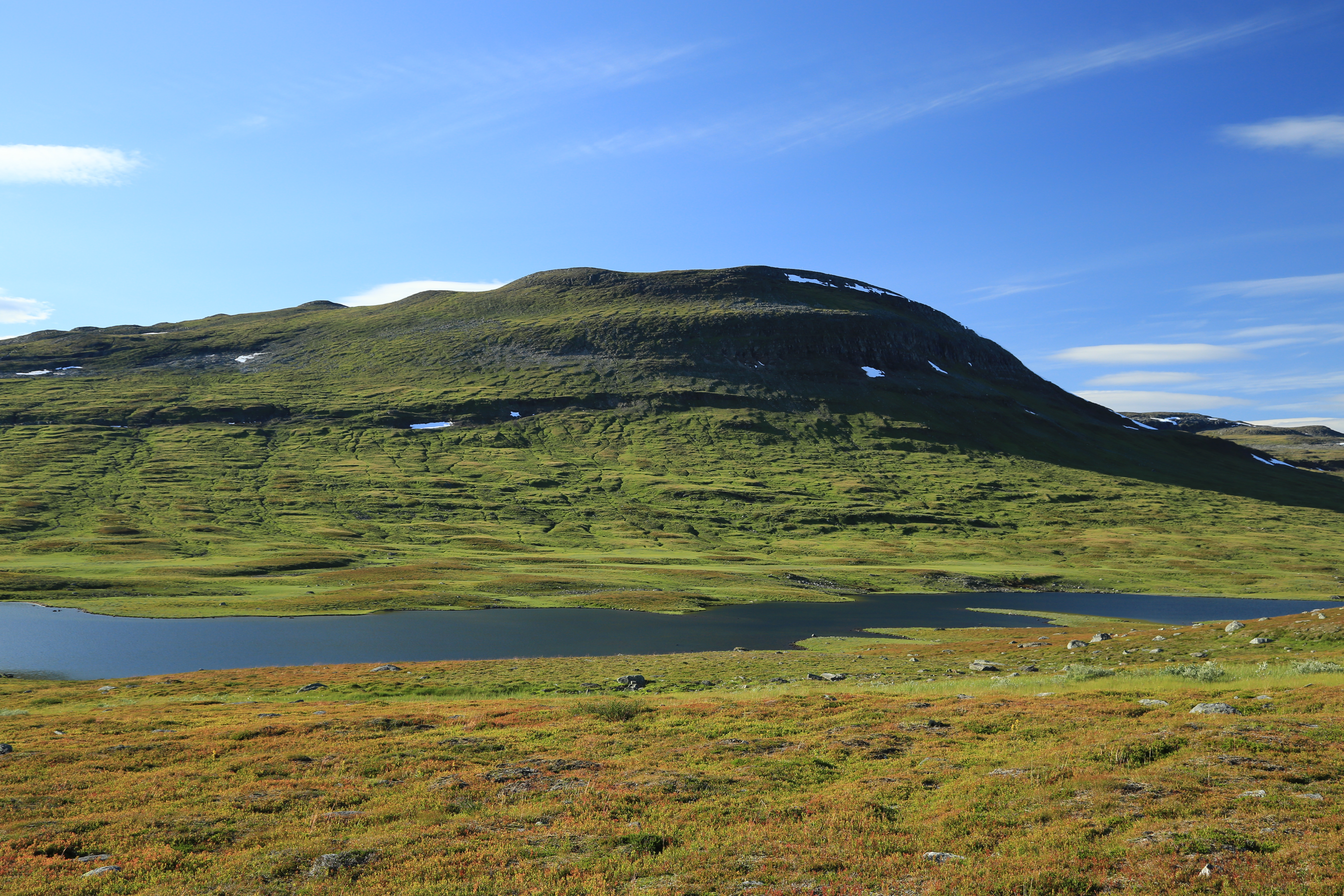
Fjälllandschaft

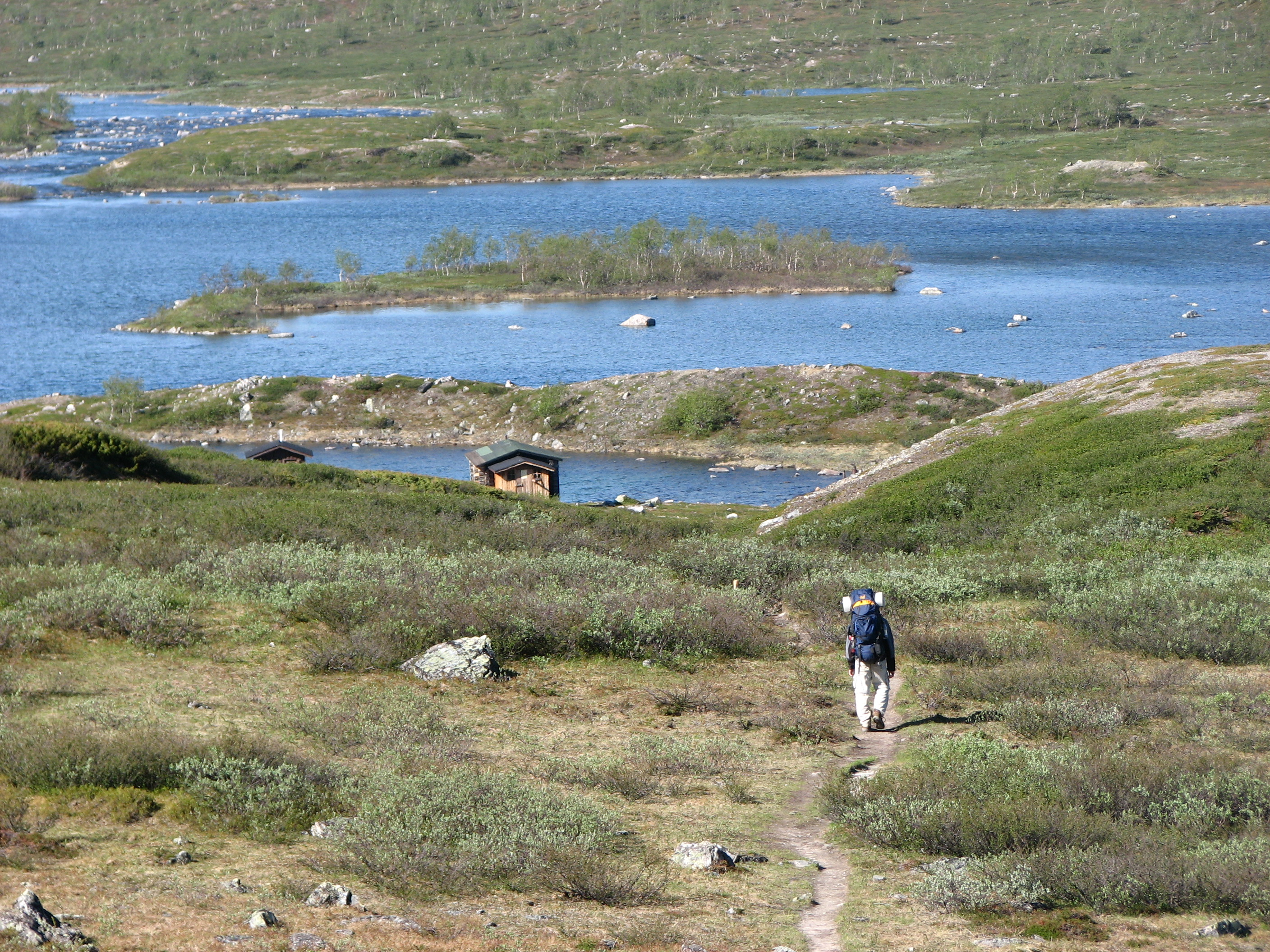
Der Nordkalottleden in Finnland

Nordkalottleden (Schwedisch; Norwegisch Nordkalottruta; Finnisch Kalottireitti) ist ein Wanderweg durch den äußersten Norden Skandinaviens. Er führt durch die Länder Finnland (70 Kilometer), Schweden (350 Kilometer) und Norwegen (380 Kilometer).
Der Nordkalottleden ist insgesamt rund 800 Kilometer lang und überquert 15 Mal internationale Grenzen. Der Weg beginnt im Norden in Kautokeino (Norwegen), führt über den Treriksröset, das Dreiländereck Finnland, Norwegen, Schweden, und endet im Süden in Sulitjelma (Norwegen) beziehungsweise Kvikkjokk (Schweden).
Im Jahr 1977 wurde begonnen, einen Wanderweg des Nordens zu planen. Dabei wurden bestehende Wege zum Teil einbezogen und durch neue Strecken ergänzt. Einbezogen wurden Teile des Padjelantaleden (gelb) und des Kungsleden (blau), der norwegischen Nordlandsruta sowie des alten Grenzpfads von Troms. Diese Planungen wurden 1989 abgeschlossen und 1993 wurde der Nordkalottleden am Dreiländereck Treriksröset eröffnet.
Der Weg berührt oder quert etliche Nationalparks (transparent grün): Von Nord nach Süd den Reisa-Nationalpark, den Øvre-Dividal-Nationalpark, den Rohkunborri-Nationalpark, den Nationalpark Vadvetjåkka, den Nationalpark Abisko, den zukünftigen Nationalpark Kebnekaise (transparent türkis), den Nationalpark Padjelanta und den Junkerdal-Nationalpark. In den neu angelegten Abschnitten ist der Weg teilweise noch nicht gut erkennbar und dünn beschildert. Nordkalottleden ist mit Steinhaufen und Schildern markiert, doch da diese recht spärlich verteilt sind, ist eine gute Karte unentbehrlich. Oft ist der Pfad auch überschwemmt, vor allem zu Beginn des Sommers, was Umwege von der ursprünglichen Strecke notwendig macht. An einigen Stellen müssen Flüsse gequert werden, da Brücken teilweise fehlen. In den meisten Abschnitten gibt es Schutzhütten und Übernachtungsmöglichkeiten im Abstand von 10 bis 20 Kilometern. Die Hütten sind dabei meistens mit Kochgelegenheiten, Betten und Feuerholz ausgestattet. Für die Übernachtung in den Hütten wird normalerweise eine Pauschale verlangt.
Es wird erwartet, dass alle Wanderer das Jedermannsrecht beachten und generell schonend mit Umwelt und Natur umgehen.

## Siedlungen am Weg
- Kautokeino (Norwegen)
- Kilpisjärvi (Finnland)
- Innset (Norwegen)
- Abisko (Schweden)
- Skjomdalen (Norwegen)
- Ritsem (Schweden)
- Sulitjelma (Norwegen)
- Kvikkjokk (Schweden)